# Зобачова Майя Михайлівна
Майя Михайлівна Зобачова (5 серпня 1926 — 2019) — радянська і російська вчена, хімік-органік. Докторка хімічних наук (1979), професорка (1981), почесна професор Російського державного педагогічного університету імені О. І. Герцена (1999). Лауреатка Державної премії Латвійської РСР (1982) — за створення лікарського препарату фенібуту.

## Життєпис
Блокадниця.
Закінчила факультет технології органічних виробництв Ленінградського технологічного інституту за спеціальністю технологія пластичних мас (1950), а також в ЛДПІ ім. О. І. Герцена — аспірантуру за кафедрою органічної хімії (1957). Учениця В. В. Перекаліна. Від 1952 року працює в РДПУ (ЛНТУ) ім. О. І. Герцена: лаборантка і асистентка, викладачка, від 1964 року — доцентка, від 1979 року до теперішнього часу[уточнити] — професор кафедри органічної хімії. Є членом спеціалізованої вченої ради Д 212.199.22 на базі РДПУ, підготувала 6 кандидатів наук.
Кандидатська дисертація — «Синтез γ-амінокислот і α-піролідонів» (1961).
Докторську дисертацію «γ-Амінокислоти та α-піролідони» захистила в Інституті органічної хімії АН Латвійської РСР (1979), отримавши в тому ж році ступінь за спеціальністю «Неорганічна хімія природних і фізіологічно активних речовин».
Нагороджена медалями «За оборону Ленінграда» (1944), «За доблесну працю», «Ветеран праці», срібною медаллю ВДНГ СРСР, знаками «Відмінник народної освіти» РРФСР і СРСР, почесною грамотою міністерства освіти та науки Росії.
Авторка 125 робіт, опублікованих зокрема в Журналах загальної та органічної хімії.